# Dichoniopsis leucosticta
Dichoniopsis leucosticta är en fjärilsart som beskrevs av Moore 1882. Dichoniopsis leucosticta ingår i släktet Dichoniopsis och familjen nattflyn. Inga underarter finns listade i Catalogue of Life.